# Universität Kōbe

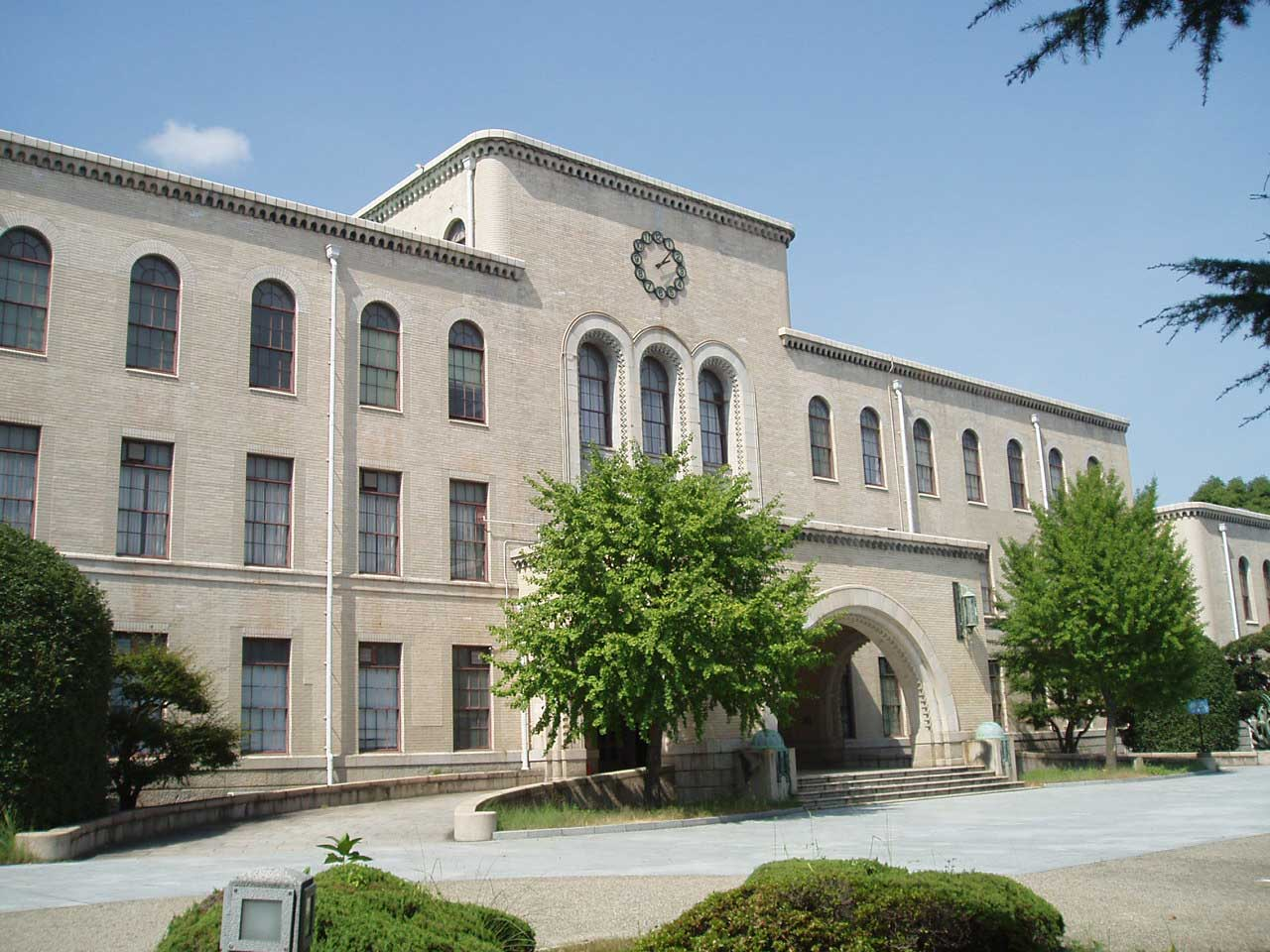
Hauptgebäude der Universität

Die Universität Kōbe (japanisch 神戸大学, Kōbe daigaku, in Kansai auch als Shindai (神大) bekannt) ist eine staatliche japanische Universität in Kōbe. Sie zählt zu den renommiertesten Universitäten des Landes und gilt als japanisches Exzellenzzentrum.

## Übersicht
Die Vorläufereinrichtung „Kōbe Higher Commercial School“ (神戸高等商業学校, Kōbe kōtō shōgyō gakkō) wurde 1902 gegründet. 1929 wurde sie zur „Kōbe University of Commerce“ hochgestuft. 1944 wurde sie in „Kōbe University of Economics“ umbenannt. 1949 erhielt sie ihren heutigen Namen.
Heute gibt es neun Graduate Schools und elf Fakultäten. Insbesondere die rechtswissenschaftliche Fakultät ist für ihre internationale und interdisziplinäre Ausrichtung bekannt und zählt zu den besten in Japan. 15.000 Studenten sind eingeschrieben. Es gibt 2.800 Mitarbeiter.

## Graduate Schools
- Graduate School of Economics
- Graduate School of Business Administration
  - Tier 1 full time MBA school
- Graduate School of Law
  - Tier 1 full time Law school
- Graduate School of International Cooperation Studies
- Graduate School of Humanities
- Graduate School of Intercultural Studies
- Graduate School of Human Development and Environment
- Graduate School of Medicine
- Graduate School of Science
- Graduate School of Engineering
- Graduate School of Agricultural Science
- Graduate School of Maritime Sciences

## Fakultäten
- Fakultät für Geisteswissenschaften
- Fakultät für Interkulturelle Studien
- Fakultät für Humanwissenschaft
- Rechtswissenschaftliche Fakultät
- Fakultät für Wirtschaftswissenschaft
- Fakultät für Betriebswirtschaft
- Naturwissenschaftliche Fakultät
- Medizinische Fakultät
- Technische Fakultät
- Landwirtschaftliche Fakultät
- Fakultät für Meereswissenschaften

## Forschungsinstitute
- Forschungsinstitute für Wirtschaftswissenschaft

## Campus
Die Universität hat mehrere Campus in Kōbe
- Rokkodai
  - Rokkōdai Dai-ichi Campus, Nada-ku (Kōbe)
  - Rokkōdai Daini Campus, Nada-ku (Kōbe)
  - Tsurukabuto Dai-ichi Campus, Nada-ku (Kōbe)
  - Tsurukabuto Daini Campus, Nada-ku (Kōbe)
- Kusunoki
  - Kusunoki Campus, Chūō-ku (Kōbe)
- Myodani
  - Myōdani Campus, Suma-ku (Kōbe)
- Fukae
  - Fukae Campus, Higashinada-ku (Kōbe)

## Geschichte
Die Geschichte geht zurück in das Jahr 1902, als die Höhere Handelsschule Kobe (神戸高等商業学校, Kōbe kōtō shōgyō gakkō) gegründet wurde. Ihr erster Präsident war Tetsuya Mizushima (水島 銕也, 1864–1928). 1929 wurde die Schule in Handelsuniversität Kobe (神戸商業大学, Kōbe shōgyō daigaku) umgetauft, und 1944 dann auf Wirtschaftsuniversität Kobe (神戸経済大学, Kōbe keizai daigaku).
Mit dem neuen japanischen Ausbildungssystem wurde die Universität 1949 mit der Normalschule Hyōgo (兵庫師範学校, Hyōgo shihan gakkō), Jugend-Normalschule Hyōgo (兵庫青年師範学校, Hyōgo seinen shihan gakkō), Technikum Kōbe (神戸工業専門学校, Kōbe kōgyō semmon gakkō) und Oberschule Himeji (姫路高等学校, Himeji kōtō gakkō) zur Universität Kōbe zusammengelegt. Diese Schulen befanden sich alle in der Präfektur Hyōgo.
1964 wurde die vormalige Medizinische Universität Kōbe (兵庫県立神戸医科大学, Hyōgo kenritsu kōbe ika daigaku) zur Medizinischen Fakultät. 1966 wurde die vormalige Landwirtschaftliche Universität Hyōgo (兵庫県立兵庫農科大学, Hyōgo kenritsu hyōgo nōka daigaku) zur Landwirtschaftlichen Fakultät. 2003 wurde die vormalige Seefahrthochschule Kōbe (神戸商船大学, Kōbe shōsen daigaku) zur Fakultät für Meereswissenschaften.

## Absolventen
(Auswahl)
- Sosuke Uno (1922–1998), 75. Japanischer Premierminister
- Idemitsu Sazō (1885–1981), Gründer von Idemitsu Kosan
- Takahata Seiichi (1887–1978), Gründer von Sojitz
- Masahito Takasaki, Sonderberater für SMBC/Sumitomo Mitsui Banking Corporation
- Tomio Tatsuno, Vorstandsvorsitzender von Marubeni
- Seiichiro Koba, Sonderberater für Mitsubishi
- Akio Tanii, Vorstandsvorsitzender für Panasonic/Matsushita
- Gentaro Tsuji, Sonderberater für Toyota
- Takahiro Moriguchi, Vorstandsvorsitzender von JP Morgan Securities Japan
- Toshio Miyoshi, Vorstandsvorsitzender von Matsushita
- Keizo Asai, Sonderberater für Nissei/Nippon Life Insurance
- Masaya Hanai, Vorstandsvorsitzender von Toyota
- Shigeyoshi Imai, Vorstandsvorsitzender von Kawasaki Heavy Industries
- Tadaharu Ohashi, Vorstandsvorsitzender von Kawasaki Heavy Industries
- Kyoichi Ito, Vorstandsvorsitzender von Toyobo und Itochu
- Takeo Murakami, Vorstandsvorsitzender von Tokyo Gas
- Masatoshi Yamamoto, Vorstandsvorsitzender von Du Pont Japan
- Shoe Suzuki, Vorstandsvorsitzender von Tokio Marine Fire Insurance
- Yukio Maki, Vorstandsvorsitzender von Credit Suisse Japan
- Shin’ya Yamanaka (* 1962),  Stammzellenforscher und Nobelpreisträger